# O Poeta e o Violão
O Poeta e o Violão è un album di Toquinho e Vinícius de Moraes, pubblicato dalla RGE nel 1975.

## Il disco
O Poeta e o Violão fu registrato dal poeta e compositore brasiliano Vinícius de Moraes e dal suo partner dell'epoca, il chitarrista Toquinho, in uno studio discografico di Milano nel 1975 in un'unica sessione live.
Inframezzando commenti, risate e false partenze e, come dice la copertina originale, «in un clima di totale deconcentrazione», i due parceiros ripercorrono, accompagnati dalla sola chitarra di Toquinho, gran parte della carriera musicale del poeta dai tempi delle sue collaborazioni con Antônio Carlos Jobim, Carlos Lyra e con Baden Powell fino a quella con lo stesso Toquinho.
Si tratta di una delle poche incisioni in cui Vinícius de Moraes interpreta i suoi maggiori successi degli anni cinquanta e sessanta, dalla canzone che diede vita al movimento della bossa nova, la celebre Chega de saudade portata al successo da João Gilberto, a Garota de Ipanema che fece conoscere il genere nel mondo, ai famosi afro-sambas composti con Baden Powell, a quella che è considerata una delle prime canzoni bossa nova "impegnate", Marcha da quarta-feira de cinzas scritta con Carlos Lyra.
Sono presenti però anche alcuni brani celebri del grande repertorio brasiliano, come Tristeza di Haroldo Lobo e Nitinho e la dolcissima Dora di Dorival Caymmi. Conclude il disco un particolare omaggio a Nat King Cole e al compositore statunitense Eden Ahbez.
La copertina originale del disco indica la partecipazione speciale di Sergio Bardotti e Luis Bacalov, amici di vecchia data di Vinicius dai tempi della collaborazione con Sergio Endrigo. In realtà i due sembrano partecipare solo come spettatori alla registrazione, non essendovi alcun intervento strumentale esterno nel disco salvo quello di Bacalov che viene invitato da Vincius a unirsi a lui e a Toquinho per suonare al pianoforte O velho e a flor.
(Note di copertina di O Poeta e o Violão.)

## Tracce
Lato A
1. Tristeza - (Haroldo Lobo, Niltinho) - 4:06
2. Marcha da quarta-feira de cinzas - (Carlos Lyra, Vinicius de Moraes) - 2:46
3. Morena flor - (Toquinho, Vinicius de Moraes) - 2:23
4. Chega de saudade - (Antonio Carlos Jobim, Vinicius de Moraes) - 2:15
5. Dora - (Dorival Caymmi) - 2:54
6. Canto de Ossanha - (Baden Powell, Vinicius de Moraes) - 2:46
7. A rosa desfolhada - (Toquinho, Vinicius de Moraes) - 2:30[1]

Lato B
1. Berimbau/Consolação - (Baden Powell, Vinicius de Moraes) - 2:47
2. Januária - (Chico Buarque) - 1:32
3. Insensatez - (Antonio Carlos Jobim, Vinicius de Moraes) - 2:31
4. Apélo - (Baden Powell, Vinicius de Moraes) - 3:38
5. Garota de Ipanema - (Antonio Carlos Jobim, Vinicius de Moraes) - 2:52
6. O velho e a flor - (Toquinho, Bacalov, Vinicius de Moraes) - 4:20[1]
7. Nature Boy - (Éden Ahbex) - 2:02

## Formazione
- Toquinho - voce e chitarra
- Vinícius de Moraes - voce
- Luis Bacalov - pianoforte in A velho e a flor (partecipazione speciale)
- Sergio Bardotti (partecipazione speciale)

## Edizioni
- 1975 – LP, RGE Discos 303.0032, Brasile
- 1975 – LP, RGE Discos CGD LSM 1143, Italia
- 1991 – CD, RGE Discos 8024-2, Brasile
- O Poeta e o Violão in 2001 – Como dizia o poeta, CD (x27), Universal Music 73145606862, Brasile